# Beauty and the Beasts
Beauty and the Beasts es el cuarto episodio de la tercera temporada de Buffy the Vampire Slayer.

## Argumento
Es noche de luna llena. Xander (Nicholas Brendon) tiene que vigilar a Oz (Seth Green), que es un hombre lobo, pero se queda dormido.
Al día siguiente Buffy (Sarah Michelle Gellar), Willow (Alyson Hannigan) y Oz se encuentran con Scott (Fab Filippo) y dos de sus amigos, Pete (John Patrick White) y Debbie (Danielle Weeks). Oz ofrece sus apuntes de Biología a Debbie y quedan en verse más tarde. Buffy tiene que ver al consejero escolar, Mr. Platt (Phil Lewis), y Willow va con Oz a la biblioteca. Giles (Anthony Head) y Xander les informan sobre un crimen ocurrido la noche anterior: la jaula abierta deja hace que Oz sea sospechoso. Willow, Xander y Cordelia (Charisma Carpenter) acuden a la morgue a inspeccionar el cuerpo del chico.
Deciden esa noche que Faith (Eliza Dushku) vigile a Oz y Buffy vaya de patrulla. Buffy descubre a alguien corriendo. Le persigue y lucha contra él: es Ángel (David Boreanaz). Lo deja inconsciente y lo lleva a la Mansión, donde lo encadena. Incapaz de pasar la noche en su casa, va a la biblioteca y reemplaza a Faith. Giles la encuentra dormida con un libro sobre Acathla. Buffy le habla de un sueño, de la posibilidad de que Ángel regresara. Giles le explica que tras años de tortura en el Infierno, ya no sería el mismo.
Buffy vuelve a la Mansión y encuentra a Ángel encadenado. Necesita ayuda y va a ver al Consejero, pero éste ha sido asesinado en pleno día y por el mismo monstruo que mató al chico de la otra noche, lo que descarta a Oz como sospechoso, para regocijo de Willow.
Pete lleva a Debbie al cuarto de mantenimiento y acaba transformándose en un monstruo. Al parecer, era debido a un pócima que él había creado; Debbie lo descubrió y la tiró, pero Pete ya no la necesita para transformarse. La golpea y cuando se encuentra con Oz le dice que es muy torpe, mientras Pete les observa. Oz ya no es sospechoso y descubren una conexión entre las víctimas y Debbie. Oz tiene que encerrarse en su jaula y Buffy y Willow hablan con Debbie. pero ella no quiere ayudarles.
Ángel se libra de sus cadenas en la Mansión y escapa.
Pete va a por Oz. Ambos se transforman y luchan. Tratan de detenerlos y Buffy sigue a Pete hasta el cuarto de mantenimiento, donde encuentra a Debbie muerta en el suelo. Lucha contra Pete, pero es muy fuerte y no puede detenerlo. Finalmente aparece Ángel y lo mata. Ángel logra decir su nombre antes de caer de rodillas y abrazarla. En la Mansión, Buffy lo observa mientras duerme en el suelo.

## Reparto

### Personajes principales
- Sarah Michelle Gellar como Buffy Summers.
- Nicholas Brendon como Xander Harris.
- Alyson Hannigan como Willow Rosenberg.
- Charisma Carpenter como Cordelia Chase.
- David Boreanaz como Angelus.
- Anthony Stewart Head como Rupert Giles.

### Apariciones especiales
- Fab Filippo como Scott Hope.
- John Patrick White como Pete Clarner.
- Danielle Weeks como Debbie.
- Phill Lewis como Mr. Platt
- Eliza Dushku como Faith Lehane.

## Producción

### Guion
Este episodio trata de las relaciones abusivas, particularmente el tipo en el que hay envuelto adolescentes, y cómo terminan. El episodio refleja claramente el Síndrome de la mujer maltratada en una mujer, a través de ciclos de violencia, disculpas, perdón, y repetidas espirales de comportamiento, llevando a más y más dolor físico.